# 村上秀行
村上 秀行（むらかみ ひでゆき、1981年6月16日 - ）は、大阪府出身のハンドボール選手。

## 来歴
関西大学北陽高校、大阪経済大学卒。トヨタ紡織九州レッド・トルネード所属。
通算得点816は日本リーグ歴代3位。